# 槐山院豐里磨崖二佛並坐像

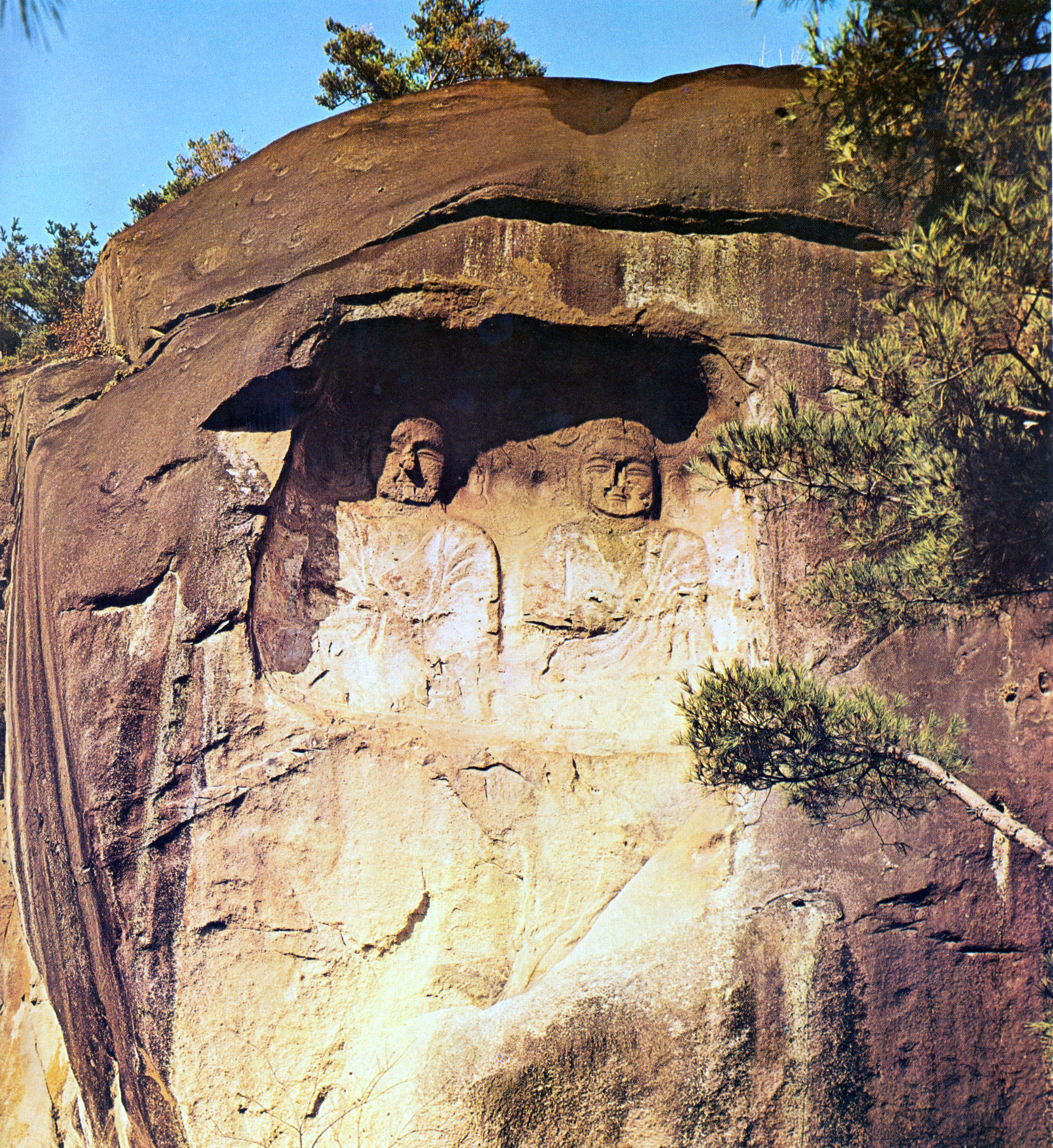
槐山院豐里磨崖二佛並坐像

槐山院豐里磨崖二佛並坐像（韓語：괴산 원풍리 마애이불병좌상）位於大韓民國忠清北道槐山郡延豐面院豐里，是高麗時代的磨崖石佛座像，為大韓民國寶物第97號。

## 概要
這兩尊佛像被刻在12米高的岩壁的方形龕室內，龕室為3.6長與3.6米寛的正方形，佛像高度約3.1米，被雕刻成半六角形並且雙雙併排著，這種併列的佛像是非常罕見的，這種以平面雕刻刻出寛臉，細眼、扁嘴的手法雖然沒有很廣泛地出現在其他的地方，但其臉龐所掛著的微笑，予人慈祥的感覺。此二佛並坐像的身體與肩同寬，胸口平直，通絹衣的部分雕有許多褶紋，佛像的光背與化佛也有被雕刻出來，但具體細節因磨損而不清楚。
兩尊佛像併排雕刻，被推斷是反映妙法蓮華經思想的釋迦牟尼佛與多寶如來佛，這兩尊佛像也被視為二佛並坐像中最具代表性的作品。